# Курбанмамедов, Тачмамед Сапармамедович
Тачмамед Сапармамедович Курбанмамедов (туркм. Täçmämmet Gurbanmämmedow) — туркменский государственный деятель.

## Биография
Родился в 1973 году в поселке Кизыл-Этрек Кизыл-Атрекский район.
В 1999 году окончил Университет Хаджеттепе (Турция). По специальности — экономист-менеджер.
Трудовой путь начал в 1999 году ответственным работником асфальтного завода строительного предприятия «Сердар».
2001—2014 — бухгалтер отдела административного управления и хозяйственных работ, ведущий специалист финансового отдела, генеральный директор текстильного комплекса «Туркменбаши» (Ашхабад) Министерства текстильной промышленности Туркмении.
В 2014 году назначен заместителем министра текстильной промышленности Туркмении.
11.09.2014 — 28.02.2017 — министр текстильной промышленности Туркмении.
Дальнейшая судьба неизвестна.

## Награды
- Медаль «Garassyz, Baky Bitarap Turkmenistan» (2015)
- Медаль «Magtymguly Pyragy» (2014)